# 静永健
静永 健（しずなが たけし、1964年 - ）は、日本の中国文学者、九州大学教授。

## 略歴
三重県出身。三重県立上野高等学校卒、1987年都留文科大学国文科卒、1995年九州大学大学院中国文学科博士課程満期退学、1998年「白居易諷諭詩研究」で博士（文学）。
1995年九大助手、1996年久留米大学専任講師、1999年助教授、2000年九州大学人文科学研究院助教授、2007年准教授を経て教授。
1992年日本中国学会賞受賞。

## 著書
- 『白居易「諷諭詩」の研究』勉誠出版 2000
- 『漢籍伝来 白楽天の詩歌と日本』勉誠出版 2010
- 『唐詩推敲 唐詩研究のための四つの視点』研文出版 2012

### 編著
- 『東アジア海域に漕ぎだす 6 海がはぐくむ日本文化』編 東京大学出版会 2014

## 論文
- ＜静永健